# Ненад Тасић
Ненад Тасић (30. новембар 1962) српски је универзитетски професор и археолог.

## Биографија
Његов отац је археолог Никола Тасић.
Докторирао је 1997. године са темом Хронологија Старчевачке културе. Од 1986. до 1996. члан је Српског Археолошког Друштва. Руководилац је теренских истраживања на археолошком локалитету Винча-Бело Брдо, од 1998. године до данас. 2004. године, оснива Центар за дигиталну археологију Филозофског факултета у Београду.
Редовни је професор на одељењу археологије Филозофског факултета Универзитета у Београду на катедри за методологију археолошких истраживања.